# 暗黄杭子梢
暗黄杭子梢（学名：Campylotropis fulva）为豆科杭子梢属下的一个种。

## 扩展阅读
- 維基物種上的相關：暗黄杭子梢